# Samuel Smith (Chemiker)
Samuel Smith (* 13. September 1927 in New York City; † 6. Januar 2005 in Apple Valley, Kalifornien) war ein US-amerikanischer Chemiker und Erfinder.

## Leben
Smith studierte am City College of New York und machte 1949 an der University of Michigan den Master-Abschluss (M.Sc.). Von Anfang der 1950er Jahre an war er bis zu seinem Ruhestand im Jahr 1992 in der Forschung bei dem Technologiekonzern 3M beschäftigt.
Er forschte bei diesem Unternehmen vor allem zur Fluorchemie und war an 30 Patenten beteiligt. 1953 entdeckten Patsy O’Connell Sherman (1930–2008) und Smith zufällig die Reinigungswirkung eines auf der Perfluoroctansulfonsäure basierenden Fluorpolymers. Bis 1956 entwickelten sie Perfluorooctansulfonat bis zur Produktreife. In der Folgezeit wurde bei 3M unter dem Markennamen Scotchgard eine ganze Produktlinie von Imprägnierungsmaterialien entwickelt.
1980 erhielt Smith den Henry E. Milson Award for Invention. 1988 wurde er mit dem ACS Award for Creative Invention ausgezeichnet. Zusammen mit Patsy Sherman wurde er 2001 in die National Inventors Hall of Fame aufgenommen.